# 岩國城
岩國城（いわくにじょう），别名横山城，是一座位於日本山口縣岩國市橫山地區的城堡。最初建造於1608年，但在1615年因江戶幕府頒布一國一城令後被廢城；現在的岩國城是于1962年重建，是日本100名城之一。
在江户时代初期，岩国城是岩国领的居城，坐落于标高200米左右的城山山顶，以本丸为中心，二之丸在西南方，東北方還有北之丸，部分曲輪附有引水的沟渠（日语：水の手），山脚下筑有土垒(日语：御土居)，其内有宅邸等用以平时居住。本丸的天守為4重6层桃山风格的唐造（南蛮造）样式，在17世紀废城後已被拆除。锦川从城和城下町之间流过，日本三大名桥之一的锦带桥横架其上，构成了一片独特的风景，城下町的规划也以连接锦带桥的道路为枢轴。
過去的御土居位於現在已成為吉香公园，在山下與山上重建的天守中之間岩國城纜車可以往返。

## 历史

### 江户时代
庆长5年（1600年），毛利辉元于关原之战战败，领地被大幅削减至僅剩周防國及長門國兩國。其间致力於保障毛利家存續厥功至伟的吉川广家也从出雲國富田12萬石領被转封到了此地，领有3万石。
遷移至此的吉川广家以防衛考量，決定將新城建在被錦川所環繞的橫山上，平日的居所御土居及其他上級武士的住所則建於山下錦川旁，中下級武士及民眾的住所則建於錦川對岸；御土居先於1602年完工，横山城則在庆长13年（1608年）竣工，本丸为望楼型4重6层结构。如此的城下町規劃後來也促成了錦帶橋的建成。
不幸的是，完工后仅仅过了7年，于元和元年（1615年），由于幕府颁布一国一城令，横山城不得不被废城。虽然周防国当时仅有岩国城一城，并未违令，但为了交换毛利家支藩长府藩毛利秀元的居城，吉川家的岩国城被拆除。此后岩国领吉川家以山下的御土居为阵屋，在庆应四年（1868年）岩國領立藩成为岩国藩以后，岩国藩的阵屋也繼續設在此地，直到明治维新废藩。

### 近现代
1885年（明治18年），在御土居旧址設立吉香公园，悬挂绘马用的锦云阁被修建成了藩政时代城楼（橹）的风格。于藩政时代宽政年间（1789年-1800年）修建的昌明馆（第七代当主吉川经伦的隐居所）也保存至今。
1962年（昭和37年）3月21日，依据一幅称为“天守构造图”的图画，在本丸南端，開始興建仿建的天守，据藤冈通夫（东京工业大学教授）介绍，原本天守的位置在本丸北端，向南移动30米重修是为了可以在山下清楚望见。而原本的天守的地基（天守台）于1995年（平成7年）被挖掘复原。此外，山上也残留有一些石墙（石垣）和护城河（堀）。

## 圖片

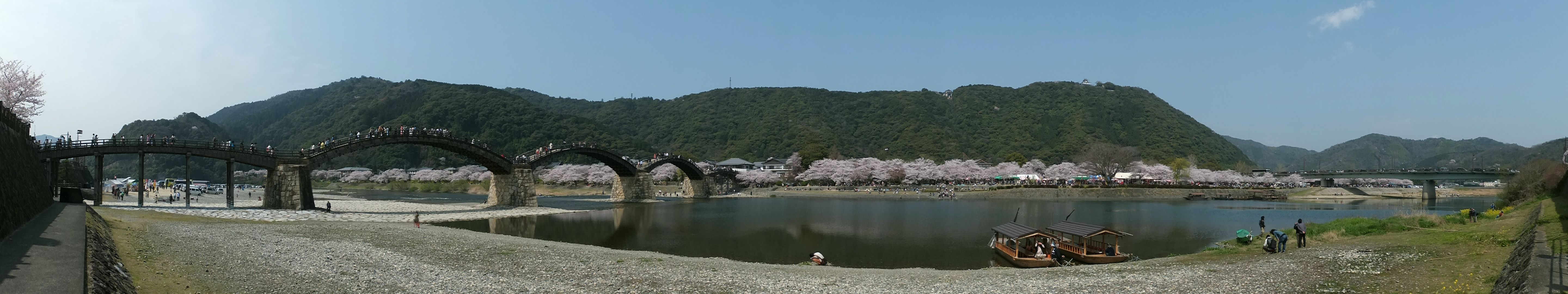
锦带桥和岩国城山（岩国城位于图右侧约三分之一处的山上）

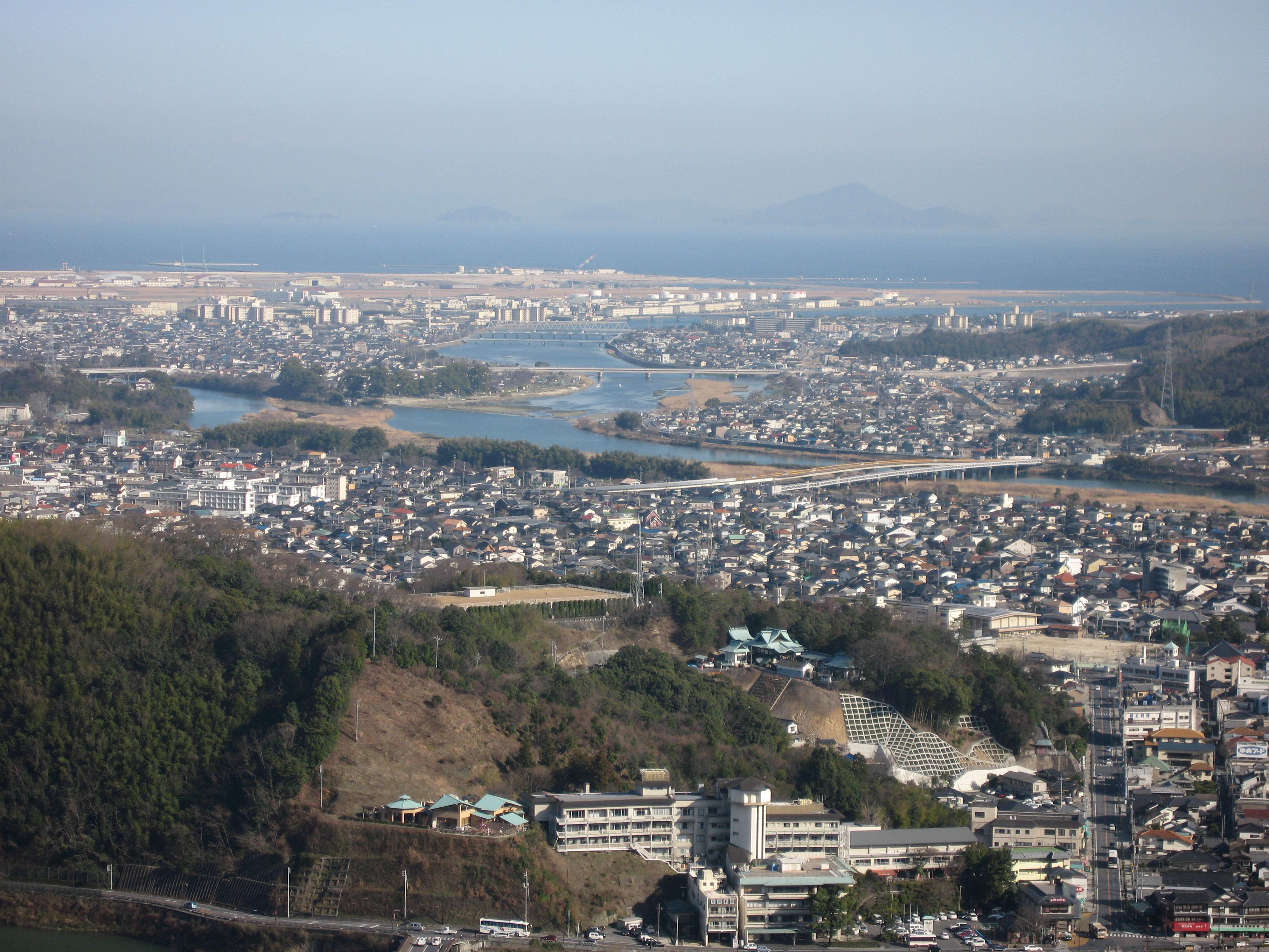
岩國城天守閣上看到的岩國市區及瀨戶內海

## 關聯項目
- 錦帶橋
- 吉香公园
- 唐造（日语：唐造）